# Metopius tauricus
Metopius tauricus là một loài tò vò trong họ Ichneumonidae.